# Raïon de Parfenievo
Le raïon de Parfenievo (en russe : Парфе́ньевский райо́н), est un raïon russe de l'oblast européen de Kostroma, dont le centre administratif est le petit village de Parfenievo. Son statut est un okroug municipal, c'est-à-dire qu'il est à la fois une division administrative et municipale. Le service fédéral des statistiques lui attribue le code OKATO  34 234 et son code postal est le 157270.
Situé dans le centre de l'oblast de Kostroma, il occupe une superficie de 2 468,78 km2, principalement recouvert de taïga. Il est formé en 1928 comme successeur d'une partie de l'ancien ouïezd de Galitch qui datait de 1778.
En 2023, la subdivision comptait 4 385 habitants, en déclin constant depuis le début des recensements dans le raïon en 2002 à cause de l'exode rural, même si le centre administratif, Parfenievo, qui concentre les trois quarts de la population, a une population stable. L'économie est faible, tournée vers l'agriculture, la sylviculture, et depuis plus récemment d'un peu de tourisme grâce aux différents monuments classés, principalement à Parfenievo mais aussi dans d'autres localités.

## Géographie
Le raïon de Parfenievo fait partie de l'oblast de Kostroma, un oblast de la partie européenne de la Russie. Il fait partie du district fédéral central, et se situe en plein centre de l'oblast de Kostroma. Il est limitrophe des raïons de Tchoukhloma au nord-ouest et nord, de Kologriv au nord-est, de Neïa à l'est et sud-est et enfin d'Antropovo au sud-ouest et à l'ouest.
Le raïon a une superficie de 2 468,78 km2, soit le 11e plus grand raïon de l'oblast de Kostroma des 24 que compte l'oblast. Il couvre ainsi 4,1 % de la superficie du sujet.
Le raïon se situe sur le plateau de Galitch, et est drainé par de nombreux petits cours d'eau. Les plus importants sont la Neïa, qui coule dans le sud du raïon, et la Vokhtoma (ru), un affluent de la Neïa. Les rivières font partie du bassin de la Volga.

## Histoire
Le raïon de Parfenievo est créé en 1928 au sein du gouvernement de Kostroma, avec Parfenievo comme centre administratif. Le 14 janvier 1929, le gouvernement de Kostroma est dissout, remplacé par l'okroug de Kostroma (ru), okroug de l'oblast industriel d'Ivanovo. L'année suivante, l'okroug de Kostroma est dissout, et le raïon devient directement subordonné à l'oblast industriel d'Ivanovo. Le 13 août 1944, l'oblast de Kostroma est formé, et le raïon de Parfenievo y est intégré.
Le 12 octobre 1959, une partie du raïon d'Antropovo dissout est annexé par le raïon de Parfenievo.
Avec la loi de l'oblast de Kostroma du 30 décembre 2004, le raïon est divisé en 8 municipalités. Par la loi du 29 mars 2010, les 8 municipalités sont regroupés en quatre municipalités. En 2017, la municipalité de Parfenievo absorbe celle de Potroussovo. Le 26 avril 2021, toutes les municipalités du raïon sont dissoutes (effectif le 7 mai suivant), et le raïon devient un okroug municipal, c'est-à-dire à la fois une division administrative et une division municipale.

## Politique et administration

### Municipalités
Entre le 30 décembre 2004 et le 7 mai 2021, le raïon était divisé en municipalités, qui regroupaient plusieurs localités. Ces municipalités étaient toutes des établissements ruraux. Avant leurs suppressions, elles étaient :
| Municipalités         | Municipalités                             | Municipalités                       | Municipalités         | Municipalités         | Municipalités         | Municipalités         |
| N°                    | Municipalités                             | Nom russe                           | Population 2020       | Superficie (km2)      | Centre administratif  | Localités             |
| Établissements ruraux | Établissements ruraux                     | Établissements ruraux               | Établissements ruraux | Établissements ruraux | Établissements ruraux | Établissements ruraux |
| --------------------- | ----------------------------------------- | ----------------------------------- | --------------------- | --------------------- | --------------------- | --------------------- |
| 1                     | Établissement rural de Matveïevo (ru)     | Матвеевское сельское поселение      | 618                   | 986.28                | Matveïevo (ru)        | 23                    |
| 2                     | Établissement rural de Nikolo-Poloma (ru) | Николо-Поломское сельское поселение | 1558                  | 529.30                | Nikolo-Poloma         | 39                    |
| 3                     | Établissement rural de Parfenievo (ru)    | Парфеньевское сельское поселение    | 3078                  | 747.20                | Parfenievo            | 47                    |

## Démographie
Recensements et estimations de la population depuis sa formation dans les années 1990,:
| 2002* | 2010* | 2011  | 2012  | 2013  |
| ----- | ----- | ----- | ----- | ----- |
| 7 857 | 6 391 | 6 353 | 6 242 | 6 139 |

| 2014  | 2015  | 2016  | 2017  | 2018  |
| ----- | ----- | ----- | ----- | ----- |
| 6 032 | 5 913 | 5 777 | 5 640 | 5 491 |

| 2019  | 2020  | 2021* | 2023  | - |
| ----- | ----- | ----- | ----- | - |
| 5 379 | 5 254 | 4 515 | 4 385 | - |

## Tendances politiques
| Scrutin                    | 1er tour | 1er tour | 1er tour | 1er tour | 1er tour | 1er tour | 1er tour | 1er tour | 1er tour | 1er tour | 1er tour | 1er tour | 2d tour                  | 2d tour                  | 2d tour                  | 2d tour                  | 2d tour                  | 2d tour                  | 2d tour                  | 2d tour                  | 2d tour                  | 2d tour                  |
| Scrutin                    | 1er      | 1er      | %        | 2e       | 2e       | %        | 3e       | 3e       | %        | 4e       | 4e       | %        | 1er                      | 1er                      | %                        | 2e                       | 2e                       | %                        | 3e                       | %                        | 4e                       | %                        |
| -------------------------- | -------- | -------- | -------- | -------- | -------- | -------- | -------- | -------- | -------- | -------- | -------- | -------- | ------------------------ | ------------------------ | ------------------------ | ------------------------ | ------------------------ | ------------------------ | ------------------------ | ------------------------ | ------------------------ | ------------------------ |
| Présidentielle 2012        |          | ER       | 55,42    |          | KPRF     | 23,31    |          | LDPR     | 9,12     |          | SE       | 5,77     | Victoire au premier tour | Victoire au premier tour | Victoire au premier tour | Victoire au premier tour | Victoire au premier tour | Victoire au premier tour | Victoire au premier tour | Victoire au premier tour | Victoire au premier tour | Victoire au premier tour |
| Législative régionale 2015 |          | ER       | 57,40    |          | LDPR     | 11,69    |          | KPRF     | 11,12    |          | SRZP     | 5,00     | Tour unique              | Tour unique              | Tour unique              | Tour unique              | Tour unique              | Tour unique              | Tour unique              | Tour unique              | Tour unique              | Tour unique              |
| Gouvernorale 2015          |          | ER       | 70,91    |          | KPRF     | 16,24    |          | LDPR     | 5,33     |          | SRZP     | 2,85     | Victoire au premier tour | Victoire au premier tour | Victoire au premier tour | Victoire au premier tour | Victoire au premier tour | Victoire au premier tour | Victoire au premier tour | Victoire au premier tour | Victoire au premier tour | Victoire au premier tour |
| Présidentielle 2018        |          | ER       | 68,10    |          | KPRF     | 16,59    |          | LDPR     | 10,94    |          | GRANI    | 1,07     | Victoire au premier tour | Victoire au premier tour | Victoire au premier tour | Victoire au premier tour | Victoire au premier tour | Victoire au premier tour | Victoire au premier tour | Victoire au premier tour | Victoire au premier tour | Victoire au premier tour |

## Localités
Au 8 avril 2014, selon le décompte du gouvernement de l'oblast de Kostroma, il y avait 109 localités dans le raïon de Parfenievo. Parmi ces localités, 90 possédaient le statut de hameau, 12 le statut de village, 5 de possiolok et un de potchinok.
| Liste des localités du raïon | Liste des localités du raïon | Liste des localités du raïon | Liste des localités du raïon | Liste des localités du raïon | Liste des localités du raïon         |
| N°                           | Localités                    | Nom russe                    | Statut                       | Population 2014              | Municipalité (jusqu'en 2021)         |
| ---------------------------- | ---------------------------- | ---------------------------- | ---------------------------- | ---------------------------- | ------------------------------------ |
| 1                            | Aguapitovo                   | Агапитово                    | hameau                       | 1                            | Établissement rural de Matveïevo     |
| 2                            | Akoulovo                     | Акулово                      | hameau                       | 0                            | Établissement rural de Nikolo-Poloma |
| 3                            | Anossovo                     | Аносово                      | hameau                       | 127                          | Établissement rural de Parfenievo    |
| 4                            | Antropovo                    | Антропово                    | hameau                       | 2                            | Établissement rural de Nikolo-Poloma |
| 5                            | Antouchevo                   | Антушево                     | hameau                       | 1                            | Établissement rural de Parfenievo    |
| 6                            | Anfimovo                     | Анфимово                     | hameau                       | 0                            | Établissement rural de Parfenievo    |
| 7                            | Artiomovo                    | Артёмово                     | hameau                       | 2                            | Établissement rural de Matveïevo     |
| 8                            | Afonino                      | Афонино                      | hameau                       | 0                            | Établissement rural de Nikolo-Poloma |
| 9                            | Afonino                      | Афонино                      | hameau                       | 1                            | Établissement rural de Parfenievo    |
| 10                           | Belikovo                     | Беликово                     | hameau                       | 7                            | Établissement rural de Nikolo-Poloma |
| 11                           | Bor                          | Бор                          | possiolok                    | 160                          | Établissement rural de Nikolo-Poloma |
| 12                           | Braguino                     | Брагино                      | hameau                       | 0                            | Établissement rural de Nikolo-Poloma |
| 13                           | Boudino                      | Будино                       | hameau                       | 7                            | Établissement rural de Nikolo-Poloma |
| 14                           | Vassikivka                   | Васиковка                    | village                      | 0                            | Établissement rural de Nikolo-Poloma |
| 15                           | Vakhonino                    | Вахонино                     | hameau                       | 0                            | Établissement rural de Nikolo-Poloma |
| 16                           | Vakhrenevo                   | Вахреньево                   | hameau                       | 0                            | Établissement rural de Parfenievo    |
| 17                           | Volovtsevo                   | Воловцево                    | hameau                       | 0                            | Établissement rural de Nikolo-Poloma |
| 18                           | Vorochilovo                  | Ворошилово                   | hameau                       | 0                            | Établissement rural de Parfenievo    |
| 19                           | Vokhtoma                     | Вохтома                      | hameau                       | 369                          | Établissement rural de Matveïevo     |
| 20                           | Gachevo                      | Гашево                       | hameau                       | 0                            | Établissement rural de Parfenievo    |
| 21                           | Gorelets                     | Горелец                      | village                      | 13                           | Établissement rural de Matveïevo     |
| 22                           | Gorjeninovo                  | Горжениново                  | hameau                       | 1                            | Établissement rural de Matveïevo     |
| 23                           | Gorlovo                      | Горлово                      | hameau                       | 7                            | Établissement rural de Nikolo-Poloma |
| 24                           | Gorodichtché                 | Городище                     | hameau                       | 5                            | Établissement rural de Matveïevo     |
| 25                           | Gorokhovo                    | Горохово                     | hameau                       | 1                            | Établissement rural de Nikolo-Poloma |
| 26                           | Grigorovo                    | Григорово                    | hameau                       | 28                           | Établissement rural de Matveïevo     |
| 27                           | Dalevski                     | Далевский                    | potchinok                    | 0                            | Établissement rural de Matveïevo     |
| 28                           | Dolgovo                      | Долгово                      | hameau                       | 0                            | Établissement rural de Matveïevo     |
| 29                           | Diakovo                      | Дьяково                      | hameau                       | 0                            | Établissement rural de Parfenievo    |
| 30                           | Ievdokimovo                  | Евдокимово                   | hameau                       | 16                           | Établissement rural de Nikolo-Poloma |
| 31                           | Iekimovo                     | Екимово                      | hameau                       | 40                           | Établissement rural de Nikolo-Poloma |
| 32                           | Iefimovo                     | Ефимово                      | hameau                       | 0                            | Établissement rural de Parfenievo    |
| 33                           | Zavrajié                     | Завражье                     | hameau                       | 1                            | Établissement rural de Matveïevo     |
| 34                           | Zadorino                     | Задорино                     | hameau                       | 149                          | Établissement rural de Nikolo-Poloma |
| 35                           | Zalessié                     | Залесье                      | hameau                       | 20                           | Établissement rural de Nikolo-Poloma |
| 36                           | Ilinskoïe                    | Ильинское                    | village                      | 7                            | Établissement rural de Matveïevo     |
| 37                           | Istomino                     | Истомино                     | hameau                       | 0                            | Établissement rural de Nikolo-Poloma |
| 38                           | Koniaïevo                    | Коняево                      | hameau                       | 0                            | Établissement rural de Parfenievo    |
| 39                           | Korobovskoïe                 | Коробовское                  | hameau                       | 2                            | Établissement rural de Parfenievo    |
| 40                           | Kotovo                       | Котово                       | hameau                       | 0                            | Établissement rural de Parfenievo    |
| 41                           | Kroussanovo                  | Крусаново                    | hameau                       | 12                           | Établissement rural de Nikolo-Poloma |
| 42                           | Koukouchkino                 | Кукушкино                    | hameau                       | 18                           | Établissement rural de Parfenievo    |
| 43                           | Kounakovo                    | Кунаково                     | hameau                       | 0                            | Établissement rural de Matveïevo     |
| 44                           | Kourianovo                   | Курьяново                    | hameau                       | 0                            | Établissement rural de Parfenievo    |
| 45                           | Laptounovo                   | Лаптуново                    | hameau                       | 0                            | Établissement rural de Parfenievo    |
| 46                           | Levino                       | Левино                       | hameau                       | 2                            | Établissement rural de Matveïevo     |
| 47                           | Lojkovo                      | Ложково                      | hameau                       | 64                           | Établissement rural de Parfenievo    |
| 48                           | Makarino                     | Макарино                     | hameau                       | 2                            | Établissement rural de Nikolo-Poloma |
| 49                           | Maloïe Malyguino             | Малое Малыгино               | village                      | 0                            | Établissement rural de Parfenievo    |
| 50                           | Malguino                     | Мальгино                     | village                      | 14                           | Établissement rural de Parfenievo    |
| 51                           | Marfino                      | Марфино                      | hameau                       | 1                            | Établissement rural de Nikolo-Poloma |
| 52                           | Maryino                      | Марьино                      | hameau                       | 0                            | Établissement rural de Parfenievo    |
| 53                           | Maslovo                      | Маслово                      | hameau                       | 0                            | Établissement rural de Matveïevo     |
| 54                           | Matveïevo                    | Матвеево                     | village                      | 288                          | Établissement rural de Matveïevo     |
| 55                           | Mikhalevo                    | Михалево                     | hameau                       | 0                            | Établissement rural de Nikolo-Poloma |
| 56                           | Molodiojni                   | Молодёжный                   | possiolok                    | 1                            | Établissement rural de Parfenievo    |
| 57                           | Netchaïevo                   | Нечаево                      | hameau                       | 13                           | Établissement rural de Parfenievo    |
| 58                           | Nikolo-Poloma                | Николо-Полома                | possiolok                    | 1641                         | Établissement rural de Nikolo-Poloma |
| 59                           | Nikolo-Poloma                | Николо-Полома                | village                      | 167                          | Établissement rural de Nikolo-Poloma |
| 60                           | Nikolo-Chir                  | Николо-Ширь                  | village                      | 114                          | Établissement rural de Parfenievo    |
| 61                           | Nikoulino                    | Никулино                     | village                      | 5                            | Établissement rural de Nikolo-Poloma |
| 62                           | Nikoulino                    | Никулино                     | hameau                       | 4                            | Établissement rural de Parfenievo    |
| 63                           | Novosselovo                  | Новосёлово                   | possiolok                    | 35                           | Établissement rural de Parfenievo    |
| 64                           | Nozma                        | Нозьма                       | possiolok                    | 26                           | Établissement rural de Nikolo-Poloma |
| 65                           | Nossouïevo                   | Носуево                      | hameau                       | 0                            | Établissement rural de Nikolo-Poloma |
| 66                           | Osseïevo                     | Осеево                       | hameau                       | 0                            | Établissement rural de Parfenievo    |
| 67                           | Pavlovo                      | Павлово                      | hameau                       | 11                           | Établissement rural de Parfenievo    |
| 68                           | Pavlyguino                   | Павлыгино                    | hameau                       | 0                            | Établissement rural de Nikolo-Poloma |
| 69                           | Panovo                       | Паново                       | hameau                       | 1                            | Établissement rural de Parfenievo    |
| 70                           | Parfenievo                   | Парфеньево                   | village, chef-lieu           | 2963                         | Établissement rural de Parfenievo    |
| 71                           | Pepelovo                     | Пепелово                     | hameau                       | 1                            | Établissement rural de Nikolo-Poloma |
| 72                           | Pervouchino                  | Первушино                    | hameau                       | 0                            | Établissement rural de Nikolo-Poloma |
| 73                           | Perestrorona                 | Пересторона                  | hameau                       | 0                            | Établissement rural de Parfenievo    |
| 74                           | Pogorelka                    | Погорелка                    | hameau                       | 0                            | Établissement rural de Parfenievo    |
| 75                           | Poloma                       | Полома                       | hameau                       | 16                           | Établissement rural de Nikolo-Poloma |
| 76                           | Polouchkino                  | Полушкино                    | hameau                       | 1                            | Établissement rural de Matveïevo     |
| 77                           | Potapovo                     | Потапово                     | hameau                       | 1                            | Établissement rural de Matveïevo     |
| 78                           | Potrousovo                   | Потрусово                    | village                      | 189                          | Établissement rural de Parfenievo    |
| 79                           | Potchinok-Aristov            | Починок-Аристов              | hameau                       | 5                            | Établissement rural de Nikolo-Poloma |
| 80                           | Potchinok-Fedorov            | Починок-Федоров              | hameau                       | 5                            | Établissement rural de Parfenievo    |
| 81                           | Pritykino                    | Притыкино                    | hameau                       | 0                            | Établissement rural de Nikolo-Poloma |
| 82                           | Proudovka                    | Прудовка                     | hameau                       | 0                            | Établissement rural de Parfenievo    |
| 83                           | Ramenié                      | Раменье                      | hameau                       | 17                           | Établissement rural de Nikolo-Poloma |
| 84                           | Richtchevo                   | Рищево                       | hameau                       | 0                            | Établissement rural de Parfenievo    |
| 85                           | Robtsovo                     | Робцово                      | hameau                       | 0                            | Établissement rural de Parfenievo    |
| 86                           | Rodino                       | Родино                       | hameau                       | 0                            | Établissement rural de Matveïevo     |
| 87                           | Savatchevo                   | Савачево                     | hameau                       | 0                            | Établissement rural de Parfenievo    |
| 88                           | Savino                       | Савино                       | hameau                       | 248                          | Établissement rural de Matveïevo     |
| 89                           | Savino                       | Савино                       | hameau                       | 1                            | Établissement rural de Parfenievo    |
| 90                           | Safonovo                     | Сафоново                     | hameau                       | 0                            | Établissement rural de Nikolo-Poloma |
| 91                           | Svatelovo                    | Свателово                    | hameau                       | 3                            | Établissement rural de Parfenievo    |
| 92                           | Sereguino                    | Серёгино                     | hameau                       | 0                            | Établissement rural de Matveïevo     |
| 93                           | Sokirino                     | Сокирино                     | hameau                       | 2                            | Établissement rural de Parfenievo    |
| 94                           | Spitsino                     | Спицино                      | hameau                       | 4                            | Établissement rural de Parfenievo    |
| 95                           | Strelitsa                    | Стрелица                     | hameau                       | 0                            | Établissement rural de Parfenievo    |
| 96                           | Tarassovo                    | Тарасово                     | hameau                       | 0                            | Établissement rural de Nikolo-Poloma |
| 97                           | Tataourovo                   | Татаурово                    | hameau                       | 0                            | Établissement rural de Matveïevo     |
| 98                           | Tikhonovo                    | Тихоново                     | hameau                       | 0                            | Établissement rural de Matveïevo     |
| 99                           | Trifonovo                    | Трифоново                    | hameau                       | 0                            | Établissement rural de Parfenievo    |
| 100                          | Tchannikovo                  | Тчанниково                   | hameau                       | 14                           | Établissement rural de Nikolo-Poloma |
| 101                          | Tchannikovo                  | Тчанниково                   | embranchement ferroviaire    | 1                            | Établissement rural de Nikolo-Poloma |
| 102                          | Ouspenié                     | Успенье                      | village                      | 239                          | Établissement rural de Parfenievo    |
| 103                          | Fediounino                   | Федюнино                     | hameau                       | 0                            | Établissement rural de Parfenievo    |
| 104                          | Fediouchino                  | Федюшино                     | hameau                       | 1                            | Établissement rural de Parfenievo    |
| 105                          | Khvostilovo                  | Хвостилово                   | hameau                       | 7                            | Établissement rural de Matveïevo     |
| 106                          | Kholm                        | Холм                         | hameau                       | 0                            | Établissement rural de Nikolo-Poloma |
| 107                          | Kholm                        | Холм                         | hameau                       | 0                            | Établissement rural de Parfenievo    |
| 108                          | Chekourino                   | Шекурино                     | hameau                       | 1                            | Établissement rural de Parfenievo    |
| 109                          | Iamichtche                   | Ямище                        | hameau                       | 0                            | Établissement rural de Nikolo-Poloma |